# 清水優譲
清水 優譲（しみず まさのり、1992年4月28日 - ）は、日本の俳優・声優。神奈川県秦野市出身。懸樋プロダクション所属。

## 略歴
秦野市立南が丘小学校、秦野市立南が丘中学校時代はサッカー少年であり、器械体操も習っていたという。吹奏楽部員への恋をきっかけにブラスバンドに興味を持ち、神奈川県立厚木東高等学校に進学後は吹奏楽部に所属していた。演奏会内の音楽劇でライトを浴びる心地良さや台詞を語る面白さに魅了されたことや学生時代にラジオで聴いていた朗読をきっかけに朗読が好きなったこともあり俳優・声優を目指して高校卒業後は日本工学院八王子専門学校声優・演劇科17期として入学してそこで学ぶ。劇団員を目指す道も考えていたが、専門学校の講師に勧められて新国立劇場演劇研修所の試験を受けて、そこで合格して2013年に同演劇研修所第9期生となる。その時は「受かる」とは思っていなかったが、「整った環境で学べるなら、ここへいこう」と決心したという。同演劇研修所時代、清水は以前から日本舞踊を習っていたが、そこでの狂言や三味線は初めてで、3年間、演技と向き合う中で多様な考え方に触れて、人との接し方など社会の中で必要な事を多く学んでいた。2016年1月の修了公演の三好十郎作、栗山民也演出の『噛みついた娘』では富田家の次男・徳次郎役を演じ、同年3月、同演劇研修所修了。同演劇研修所修了後に出演していた新国立劇場のシェイクスピア没後400年記念作品の『ヘンリー四世』でジョン・フォールスタッフの小姓役という大役を熱演したことで好評を博し、それがかえって俳優としての自立と決心したという。その後、マスコミデビューして海外ドラマの吹き替えなどで様々なタイプのドラマでレギュラーとして出演するなど声優としても活動している。
2017年から懸樋プロダクションに所属する。

## 人物
休みの日は、読書をしたりジムに行き身体づくりをしており、読書では音読をすることも多く、声に出すことで「こんな素敵な言葉が書いてあったのか」と気付いたという。好物はリンゴを挙げており、昔から友人から「リンゴ男」と言われるほどのリンゴ好きで、常備しているほどだという。
2016年時点では神奈川県秦野市南が丘に住んでいた。

## 出演

### テレビアニメ
2023年
- シャングリラ・フロンティア（2023年 - 2025年、ゲーム音声、泥掘り〈マッドディック〉、男性プレイヤー、男性プレイヤーC、黒狼C 他） - 2シリーズ
- 鴨乃橋ロンの禁断推理（生徒）
- 暴食のベルセルク（メイソン・ハート）

2024年
- 戦隊大失格（2024年 - 2025年、七宝司） - 2シリーズ

2025年
- わたしの幸せな結婚
- 雨と君と（お店の人）
- アン・シャーリー（アレック）

### OVA
- ハイキュー!! 陸 VS 空（2022年、広尾倖児）

### Webアニメ
- MONSTERS 一百三情飛龍侍極（2024年、村人）

### 吹き替え

#### 担当俳優
ロバート・アラマヨ
- スパロークリーク 野良犬たちの長い夜（2020年、キーティング）
- 瞳の奥に（2021年、ロブ）
- ロード・オブ・ザ・リング:力の指輪（2022年 - 、エルロンド）

#### 映画
2018年
- 意表をつくアホらしい作戦（クリス・ミラー〈マックス・グリーンフィールド〉）
- エクスティンクション 地球奪還（ガードマン2）
- ホンモノの気持ち

2019年
- アフター
- オーバー・エベレスト 陰謀の氷壁（キャスター男性3）
- 人生の動かし方 ※VOD版
- マーダー・ミステリー

2020年
- アフター -壊れる絆-（ゼッド・エヴァンス）
- ロストブレット 窮地のカーチェイス
  - ロストブレット2（2022年）

2021年
- アド・アストラ（アンテナ男1）
- チェリー
- ニュー・ミュータント（ロベルト・ダ・コスタ / サンスポット〈ヘンリー・ザーガ〉）
- フィアー・ストリート part2: 1978

2021年
- 唐人街探偵 東京MISSION（タンの弟子〈ロイ・チウ〉）
- 刑事グロム VS 粛正の疫病ドクター
- サマーキャンプ（ショーン〈イアン・タッカー〉）

2022年
- アイビー+ビーン: ダンスはイヤイヤ!?（水族館ガイド）
- エンド・オブ・ロード
- マクベス（マルカム〈ハリー・メリング〉）
- 西部戦線異状なし（フランツ・ミュラー〈モーリツ・クラウス〉）
- ハウス・オブ・グッチ（トム・フォード〈リーヴ・カーニー〉）
- 355（アブデル〈ラファエル・アクローク〉）

2023年
- アート・オブ・ウォー ※Netflix版
- アレックスとチュパ
- 戦慄のリンク（ジャン・チォン〈チャン・チン〉）
- Sharper: 騙す人
- ミッション:インポッシブル/デッドレコニング PART ONE（ソナー長）
- スパイキッズ:アルマゲドン
- 私がケーキを焼く理由

2024年
- Lift/リフト
- 失恋セラピー（オラフ〈アラシュ・マランディ〉）
- ビューティフル・ゲーム（ジェイソン〈シェイ・コール〉）
- ウッディー・ウッドペッカー サマーキャンプ
- コンクリート・ユートピア
- 探偵マーロウ（ニコ・ピーターソン〈フランソワ・アルノー〉）
- クワイエット・プレイス:DAY 1（エリック〈ジョセフ・クイン〉）
- ロマンス IN スタイル（デレク〈ベン・ホーリングスワース〉）

2025年
- 復讐（ジェイソン〈ジェイミー・M・キャリカ〉）
- カレンダー・キラー（マルティン〈フリードリヒ・ミュッケ〉）
- ボゴタ: 彷徨いの地（ミゲル）
- エース・ベンチュラ ※スターチャンネル版
- コンクリート・ユートピア

#### ドラマ
2019年
- See 〜暗闇の世界〜（アルカ）

2020年
- ザ・ラストシップ（クレイトン・スウェイン少尉〈トロイ・ドハティ〉）
- JAILERS/ジェイラーズ
- コウラン伝 始皇帝の母（嬴政）

2021年
- シカゴ・ファイア シーズン8~10（ブレイク・ギャロ〈アルベルト・ロゼンデ〉）
- マイネーム: 偽りと復讐（チョン・ピルト〈アン・ボヒョン〉）
- フォーティチュード/極寒の殺人鬼（ヴィンセント・ラトリー〈ルーク・トレッダウェイ〉）
- 魔女たちの楽園〜二度なき人生〜（カン・ジング〈イ・ソジュン〉）

2022年
- アフターパーティ（ヤスパー〈ベン・シュワルツ〉）
- ストレンジャー・シングス 未知の世界 シーズン4（エディ・マンソン〈ジョセフ・クイン〉）
- HEARTSTOPPER ハートストッパー（タオ・シュー〈ウィリアム・ガオ〉）
- ピースメイカー #2
- ノクドゥ伝 花に降る月明かり（ヨン・グン）
- ファイア・カントリー（ジェイク・クロフォード〈ジョーダン・キャロウェイ〉）
- レジェンド・オブ・トゥモロー（ベヘラド・タラジ〈シャヤン・ソビアン〉）
- わずか1000ウォンの弁護士（ソン・ミンヒョク〈チェ・デフン〉）

2023年
- アルフォンス〜君の男〜（ルイ）
- コッソンビ 二花院の秘密（キルジュン）
- カジノ（デチャン 他）
- サイロ（ポール・ビリングス〈チナザ・ウチェ〉）
- 今日もあなたに太陽を 〜精神科ナースのダイアリー〜（キム・ソンシク〈チョ・ダルファン〉）
- バカニアーズ（ジェームズ〈バーニー・フィッシュウィック〉）
- ファースト・レスポンダーズ 緊急出動チーム（チェ・ギス）
- ヘレーネ&トーマス ～バディ潜入捜査～
- ブラッドハウンド
- マーダーズ・イン・ビルディング シーズン3
- リエゾン（サミール〈アジズ・ディアブ〉）
- レスキュードッグ ルビー（ダニエル・オニール〈グラント・ガスティン〉）
- レッスン in ケミストリー（カルヴィン・エバンス〈ルイス・プルマン〉）

2024年
- インド警察: テロとの闘い #5
- マンハント 〜リンカーン暗殺犯を追え〜
- ディック・ターピンのデタラメ大冒険（トミー〈コナー・スウィンデルズ〉）
- グレートスクープ（ジェイ・ドネリー〈コナー・スウィンデルズ〉、ベニー）
- ドクター・フー:ワイルド・ブルー・ヨンダー（アイザック・ニュートン〈ナサニエル・カーティス〉）
- Supacell/スーパセル（マイケル・ラサキ〈トシン・コール〉）
- マルプラクティス〜陰謀の処方箋〜（ジョージ・アジェイ〈ジョーダン・クアメ〉）
- ペントハウス（ローガン・リー〈パク・ウンソク〉）
- デカメロン（アンドレオーリ）
- やがて霞立ち込めて（トーマス〈ヨガ・プラタマ〉）
- モンスターズ: メネンデス兄弟の物語（エリック・メネンデス〈クーパー・コック〉）

2025年
- クリミナル・マインド/FBI vs 異常犯罪 シーズン17 #9（マーティン・サンズ）
- プライム・ターゲット 狙われた数列（エドワード・ブルックス〈レオ・ウッドール〉）
- ハイパーナイフ 闇の天才外科医（ハ・ウヨン〈イ・ジョンシク〉）
- キャシアン・アンドー シーズン2（ポイル）
- マーダーボット（グラシン〈デヴィッド・ダストマルチャン〉）
- 呑金/タングム（ホンラン〈イ・ジェウク〉）

- マキシマ オランダ・プリンセス物語

#### アニメ
- マスターズ・オブ・ユニバース 黙示録（2021年、ヒーマン、アダム王子）
- ヴォクスマキナの伝説（2022年、パーシー）
- スーパーナチュラル・アカデミー（2023年、ブラックス[35]）
- ユニコーン・アカデミー（タンジー、マイルズ）
- 百妖譜（2024年、手下[36]、鄭さん[36]、賭博場の客[36]、ごろつき[36]、商人[36] 他）
- ワンダラ シーズン2（ヘイリー）

### ボイスオーバー
- シックス・ネーションズ: フルコンタクト（2024年、スチュアート・ホッグ、実況 他）
- ラブ・イズ・ブラインド ～外見なんて関係ない?!～（2024年、クレイ）

### 舞台
- 新国立劇場 Shakespeare Lives 2016参加公演　「ヘンリー四世」（ジョン・フォールスタッフの小姓）
- 神奈川文化プログラム マグカル 奉納野外劇　　『実朝出帆』（源実朝）

### シリーズ一覧
1. ↑  1st season（2023年 - 2024年）、2nd season（2024年 - 2025年）
2. ↑  1st season（2024年）、2nd season（2025年）